# Trzy Kawałki
Trzy Kawałki (niem. Die Drei Stücke) – szczyt w środkowej części Gór Kruczych, w Sudetach o wysokości 598 m n.p.m.
Szczyt znajduje się na terenie Lubawki.